# (34376) 2000 RO54
2000 RO54 (asteroide 34376) é um asteroide da cintura principal. Possui uma excentricidade de 0.11207780 e uma inclinação de 9.57212º.
Este asteroide foi descoberto no dia 3 de setembro de 2000 por LINEAR em Socorro.